# Live: P-Funk Earth Tour
Live: P-Funk Earth Tour est un album live du groupe américain Parliament enregistré lors de deux concerts en 1977 et sorti la même année chez Casablanca Records.

## Liste des morceaux
1. P-Funk (Wants To Get Funked Up)
2. Dr. Funkenstein's Supergroovalisticprosifunkstication Medley
3. Do That Stuff
4. The Landing (Of The Holy Mothership)
5. The Undisco Kidd (The Girl Is Bad!)
6. Children Of Productions
7. Mothership Connection (Star Child)
8. Swing Down, Sweet Chariot
9. This Is The Way We Funk With You
10. Dr. Funkenstein
11. Gamin' on ya!
12. Tear The Roof Off The Sucker Medley
13. Night Of The Thumpasorus People

## Personnel
- Chant : George Clinton, Calvin Simon, Fuzzy Haskins, Raymond Davis, Grady Thomas, Garry Shider, Glenn Goins, Debbie Wright, Jeanette Washington
- Cuivres : Fred Wesley, Maceo Parker, Rick Gardner, Richard Griffith
- Basse : Cordell Mosson, Bootsy Collins
- Guitares : Garry Shider, Michael Hampton, Glen Goins, Eddie Hazel
- Batterie & percussion : Jerome Brailey
- Claviers & synthétiseurs : Bernie Worrell
- Chœurs : Lynn Mabry, Dawn Silva, Gary Cooper